# Antica diocesi di Odense

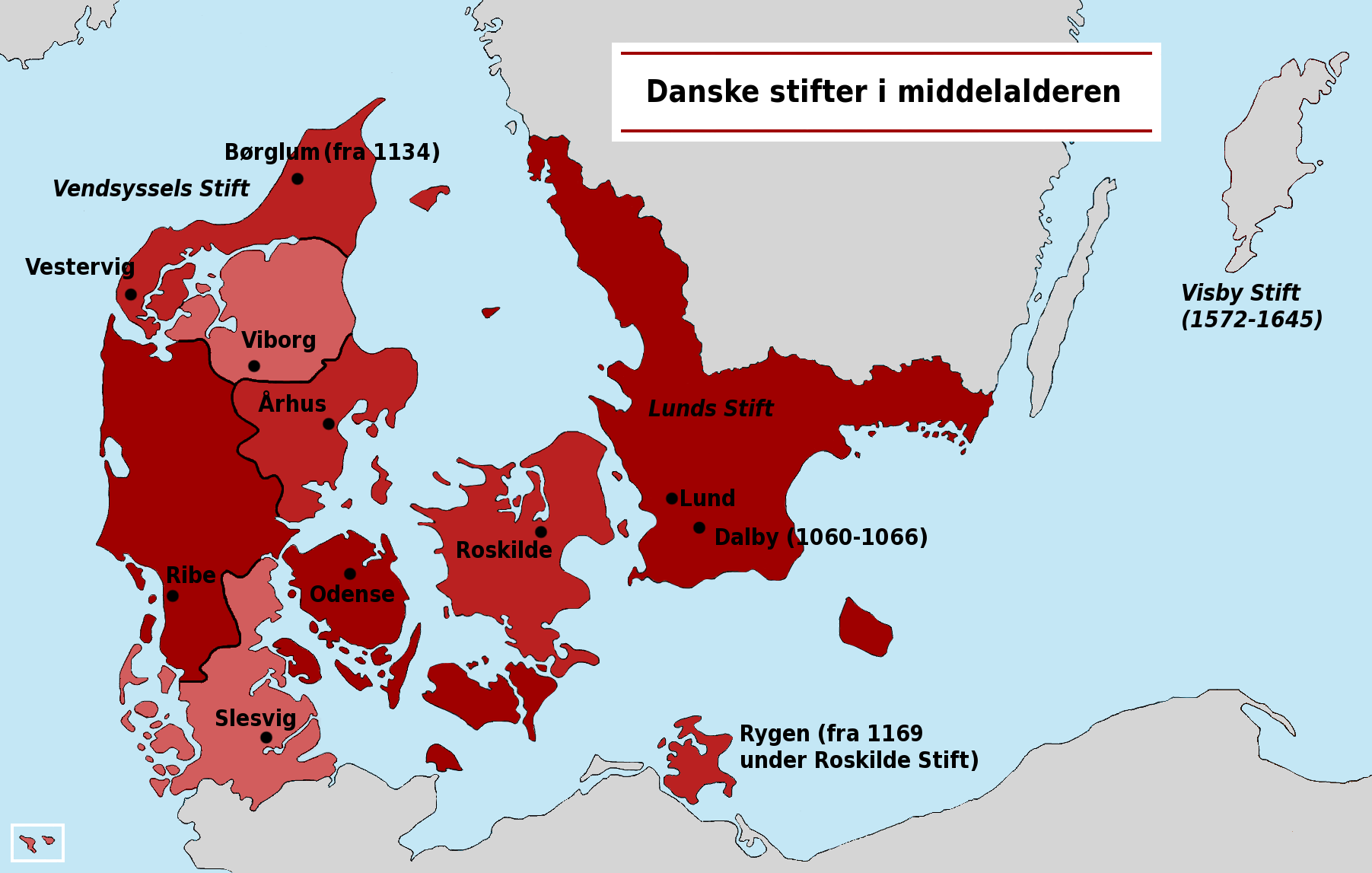
Mappa della provincia ecclesiastica di Lund nel Medioevo.

La diocesi di Odense (in latino: Dioecesi Othoniensis) è una sede soppressa della Chiesa cattolica.

## Territorio
La diocesi comprendeva le isole danesi di Fionia (o Funen), Langeland, Tåsinge, Lolland, Falster, Als e Ærø.
Sede vescovile era la città di Odense, nell'isola di Fionia, dove si trova la cattedrale di San Canuto.

## Storia
La diocesi di Odense fu eretta nel 988, ricavandone il territorio dalla diocesi di Schleswig. Fu il vescovo missionario svedese Odinkar Hvide a predicare per primo il cristianesimo sull'isola di Fionia.
Il primo vescovo documentato storicamente fu Reginbert, consacrato vescovo da Ethelnoth di Canterbury nel 1022 circa.
Originariamente suffraganea dell'arcidiocesi di Amburgo-Brema, nel 1104 Odense entrò a far parte della provincia ecclesiastica dell'arcidiocesi di Lund.
Nel 1086 morì a Odense il santo re Canuto, a cui in seguito fu dedicata la cattedrale della diocesi.
L'ultimo vescovo in comunione con la Santa Sede, Knud Henrikssen Gyldenstjerne, fu deposto nel 1536/1537 a causa della sua adesione al luteranesimo; morì l'8 dicembre 1568.

## Cronotassi dei vescovi
- Odinkar Hvide † (circa 1012 - circa 1019 deceduto)
- Reginbert † (1022 - ?)
- Eilbert † (1046 - 1072 deceduto)
- Hubald, O.S.B. † (1093 - 14 ottobre circa 1120 deceduto)
- Hermann † (prima del 1130 - 1138 nominato vescovo di Schleswig)
- Ricolf † (circa 1138 - 1163 deceduto)
- Linus † (1163 - ?)
- Simon Suneson † (? - 13 maggio 1186 deceduto)
- Jens Jansens † (1186 - 23 aprile circa 1202 deceduto)
- Lojus † (circa 1211 - 1236 deceduto)
- Iver † (1240 - 1245)
- Niels † (1246 ?)
- Jakob † (1246 consacrato - 1252 deceduto)
- Reiner, O.F.M. † (1252 - 1267 deceduto)
- Janus Barig †
- Peder, O.F.M. † (1268 consacrato - 1276 deceduto)
- Jens † (1276 consacrato - 6 luglio 1286 deceduto)
- Gisiko, O.P. † (1287 - 1300 deceduto)
- Peder Pagh † (1301 - 21 dicembre 1339 deceduto)
- Niels Jonassøn, O.F.M. † (1340 - 1362 deceduto)
- Erik Johansen Krabbe, O.S.B. † (5 ottobre 1364 - 1375 deceduto)
- Waldemar Podebusk † (22 ottobre 1375 - 1388 ? dimesso)
- Theus Podebusk † (4 agosto 1388 - 1400 deceduto)
- Jens Ovesen † (26 marzo 1401 - 1420 deceduto)
- Navne Jensen † (14 luglio 1421 - 1440 deceduto)
- Henning Torkildsen Ulfeld † (1440 - 1460 deceduto)
- Mogens Krafse † (11 febbraio 1460 - 1474 deceduto)
- Karl Rønnow † (3 marzo 1475 - 1501 deceduto)
- Jens Andersen Beldenak † (10 gennaio 1502 - 1530 dimesso)
- Knud Henrikssen Gyldenstjerne † (1530 - 1536/1537 dimesso)